# Campeonato europeo de hockey sobre patines masculino de 2008
El Campeonato europeo de hockey sobre patines masculino de 2008 fue la edición 48.ª del Campeonato europeo de hockey sobre patines masculino, una competición bienal de hockey sobre patines entre selecciones nacionales supervisado por el Comité Europeo de Hockey sobre Patines. Tuvo lugar en el Palacio de los Deportes de la ciudad asturiana de Oviedo (España) del 21 al 26 de julio de 2008. La selección española ganó su quinto título europeo consecutivo.

## Equipos participantes
|              |
| Alemania     |
| España       |
| Francia      |
| Inglaterra   |
| Italia       |
| Países Bajos |
| Portugal     |
| Suiza        |

## Fase de grupos
Los equipos se repartieron entre 2 grupos de cuatro selecciones cada uno. La clasificación que tuvieran en la fase de grupos determinaba el emparejamiento de cuartos de final (el cuarto de un grupo contra el primero del otro, el segundo de un grupo contra el tercero del otro,...).

### Grupo A
| Equipo       | Pts | PJ | PG | PE | PP | GF | GC | DG  |
| ------------ | --- | -- | -- | -- | -- | -- | -- | --- |
| España       | 9   | 3  | 3  | 0  | 0  | 17 | 3  | +14 |
| Italia       | 6   | 3  | 2  | 0  | 1  | 6  | 4  | +2  |
| Francia      | 3   | 3  | 1  | 0  | 2  | 11 | 8  | +2  |
| Países Bajos | 0   | 3  | 0  | 0  | 3  | 1  | 20 | -19 |

| Fecha      | Partido | Partido | Partido      | Resultado |
| ---------- | ------- | ------- | ------------ | --------- |
| 21.07.2008 | España  | -       | Países Bajos | 7-1       |
| 21.07.2008 | Italia  | -       | Francia      | 2-0       |
| 22.07.2008 | España  | -       | Francia      | 6-1       |
| 22.07.2008 | Italia  | -       | Países Bajos | 3-0       |
| 23.07.2008 | España  | -       | Italia       | 4-1       |
| 13.07.2008 | Francia | -       | Países Bajos | 10-0      |

### Grupo B
| Equipo     | Pts | PJ | PG | PE | PP | GF | GC | DG  |
| ---------- | --- | -- | -- | -- | -- | -- | -- | --- |
| Portugal   | 9   | 3  | 3  | 0  | 0  | 17 | 4  | +13 |
| Suiza      | 4   | 3  | 1  | 1  | 1  | 9  | 11 | -2  |
| Inglaterra | 2   | 3  | 0  | 2  | 1  | 2  | 9  | -7  |
| Alemania   | 1   | 3  | 0  | 1  | 2  | 4  | 8  | -4  |

| Fecha      | Partido    | Partido | Partido    | Resultado |
| ---------- | ---------- | ------- | ---------- | --------- |
| 21.07.2008 | Portugal   | -       | Inglaterra | 7-0       |
| 21.07.2008 | Suiza      | -       | Alemania   | 4-3       |
| 22.07.2008 | Portugal   | -       | Alemania   | 4-1       |
| 22.07.2008 | Suiza      | -       | Inglaterra | 2-2       |
| 23.07.2008 | Portugal   | -       | Suiza      | 6-3       |
| 23.07.2008 | Inglaterra | -       | Alemania   | 0-0       |

## Fase Final

### Eliminatorias por el título
|  | Cuartos de final    | Cuartos de final    |        |          | Semifinales         | Semifinales         |        |              | Final               | Final               |  |
|  | 24 de julio de 2008 | 24 de julio de 2008 |        |          | 25 de julio de 2008 | 25 de julio de 2008 |        |              | 26 de julio de 2008 | 26 de julio de 2008 |  |
|  |                     |                     |        |          |                     |                     |        |              |                     |                     |  |
|  |                     |                     |        |          |                     |                     |        |              |                     |                     |  |
|  | Inglaterra          | 0                   |        |          |                     |                     |        |              |                     |                     |  |
|  | Inglaterra          | 0                   |        |          |                     |                     |        |              |                     |                     |  |
|  | Italia              | 5                   |        |          |                     |                     |        |              |                     |                     |  |
|  | Italia              | 5                   |        | Portugal | 5                   |                     |        |              |                     |                     |  |
|  |                     |                     |        | Portugal | 5                   |                     |        |              |                     |                     |  |
|  |                     |                     | Italia | 0        |                     |                     |        |              |                     |                     |  |
|  | Países Bajos        | 1                   | Italia | 0        |                     |                     |        |              |                     |                     |  |
|  | Países Bajos        | 1                   |        |          |                     |                     |        |              |                     |                     |  |
|  | Portugal            | 10                  |        |          |                     |                     |        |              |                     |                     |  |
|  | Portugal            | 10                  |        |          |                     |                     |        | Portugal     | 0                   |                     |  |
|  |                     |                     |        |          |                     |                     |        | Portugal     | 0                   |                     |  |
|  |                     |                     | España | 1        |                     |                     |        |              |                     |                     |  |
|  | Suiza               | 2                   | España | 1        |                     |                     |        |              |                     |                     |  |
|  | Suiza               | 2                   |        |          |                     |                     |        |              |                     |                     |  |
|  | Francia             | 3                   |        |          |                     |                     |        |              |                     |                     |  |
|  | Francia             | 3                   |        | Francia  | 0                   |                     |        | Tercer lugar | Tercer lugar        |                     |  |
|  |                     |                     |        | Francia  | 0                   |                     |        | Tercer lugar | Tercer lugar        |                     |  |
|  |                     |                     | España | 3        |                     |                     |        |              |                     |                     |  |
|  | España              | 9                   | España | 3        |                     |                     | Italia | 4            |                     |                     |  |
|  | España              | 9                   |        |          |                     |                     | Italia | 4            |                     |                     |  |
|  | Alemania            | 1                   |        |          |                     |                     |        |              | Francia             | 3                   |  |
|  | Alemania            | 1                   |        |          |                     |                     |        |              | Francia             | 3                   |  |
|  |                     |                     |        |          |                     |                     |        |              |                     |                     |  |

### 5º al 8º
|  | Eliminatoria del 5º al 8º | Eliminatoria del 5º al 8º |            |       | Partido por el 5º lugar | Partido por el 5º lugar |  |
|  | 25 de julio de 2008       | 25 de julio de 2008       |            |       | 26 de julio de 2008     | 26 de julio de 2008     |  |
|  |                           |                           |            |       |                         |                         |  |
|  |                           |                           |            |       |                         |                         |  |
|  | Alemania                  | 2                         |            |       |                         |                         |  |
|  | Alemania                  | 2                         |            |       |                         |                         |  |
|  | Suiza                     | 3                         |            |       |                         |                         |  |
|  | Suiza                     | 3                         |            | Suiza | 1                       |                         |  |
|  |                           |                           |            | Suiza | 1                       |                         |  |
|  |                           |                           | Inglaterra | 0     |                         |                         |  |
|  | Inglaterra                | 7                         | Inglaterra | 0     |                         |                         |  |
|  | Inglaterra                | 7                         |            |       |                         |                         |  |
|  | Países Bajos              | 1                         |            |       | Partido por el 7º lugar | Partido por el 7º lugar |  |
|  | Países Bajos              | 1                         |            |       | Partido por el 7º lugar | Partido por el 7º lugar |  |
|  |                           |                           |            |       |                         |                         |  |
|  |                           |                           |            |       | Alemania                | 9                       |  |
|  |                           |                           |            |       | Alemania                | 9                       |  |
|  |                           |                           |            |       | Países Bajos            | 1                       |  |
|  |                           |                           |            |       | Países Bajos            | 1                       |  |
|  |                           |                           |            |       |                         |                         |  |

## Clasificación final
| 1. España       |
| 2. Portugal     |
| 3. Italia       |
| 4. Francia      |
| 5. Suiza        |
| 6. Inglaterra   |
| 7. Alemania     |
| 8. Países Bajos |